# Hot Seat (film, 2022)
Pour les articles homonymes, voir Fortress.
Pour plus de détails, voir Fiche technique et Distribution.
Hot Seat ou Siège Chaud au Québec (Hot Seat) est un film d'action américain réalisé par James Cullen Bressack, sorti en 2022.

## Synopsis
Un criminel anonyme pose une bombe sous la chaise d’un ex-hacker, Orlando Friar, et le force à pénétrer dans des institutions bancaires de haut niveau. Wallace Reed est appelé en renfort afin de pénétrer dans l'immeuble pour secourir l'homme piégé de la sellette...

## Fiche technique
- Titre original : Hot Seat
- Titre français : Hot Seat
- Titre québécois : Siège Chaud
- Réalisation : James Cullen Bressack
- Scénario : Leon Langford et Collin Watts
- Musique : Tim Jones
- Photographie : Bryan Koss
- Montage : R.J. Cooper
- Production : Randall Emmett, George Furla, Chad A. Verdi, Ceasar Richbow et Shaun Sanghani
- Sociétés de production : Emmett/Furla Oasis, Lionsgate Films et Grindstone Entertainment Group
- Société de distribution : Lionsgate Films
- Pays d'origine :  États-Unis
- Langue originale : anglais
- Format : couleur
- Genre : action
- Durée : 95 minutes
- Dates de sortie :
  -  États-Unis : 1er juillet 2022
  -  Canada : 1er juillet 2022 (VOD)
  -  France : 6 juin 2023 (VOD)
5 juillet 2023 (DVD)
28 août 2023 (Canal+ Séries)

## Distribution
- Mel Gibson (VF : Emmanuel Jacomy) : Wallace Reed
- Kevin Dillon (VF : Boris Rehlinger) : Orlando Friar
- Shannen Doherty (VF : Anne Rondeleux) : Chef Pam Connelly
- Michael Welch (VF : Donald Reignoux) : Enzo
- Eddie Steeples (VF : Jean-Baptiste Anoumon) : Jackson
- Lydia Hull (VF : Patricia Spehar) : Kim Friar
- Anna Harr (VF : Uriell Semmel) : Zoey Friar
- Kate Katzman (VF : Ève Reinquin) : Ava Adamson
- Dylan Flashner : Lance
- Sam Asghari : Sergent Tobias

- Version française
  - Studio de doublage : EVA France
  - Direction artistique : Philippe Blanc
  - Adaptation : Igor Conroux
  - Enregistrement : Stéphane Valverde
  - Mixage : Quentin Cébile